# Крістіна Отцен
Крістіна Отцен (дан. Christina Otzen, 4 жовтня 1975) — данська яхтсменка.
Бронзова призерка Олімпійських Ігор 2004 року в класі Інґлінґ.